# Exu
Exú (en lengua  yoruba "esfera" o "vórtice") refiere dentro de las tradiciones Yoruba, Bantú a espíritus desencarnados:  "El que todo lo ve", "El que está en todas partes".

## Origen
Los ritos, llamados Gedeles u Oro, según el género del difunto antepasado que se invoca, fueron mutando en la diáspora americana, principalmente en las regiones de Brasil, Uruguay y Argentina, hacia unas ceremonias llamadas Kimbanda o Quimbanda.
En realidad, la palabra Kimbanda proviene del bantú y significa literalmente "el que habla con el más allá" y era el título que recibía el sacerdote a cargo de los ritos de invocación.
En Brasil, los distintos ritos de las distintas etnias africanas que llegaron esclavizadas (principalmente Bantúes, Yorubas, Ketos, Cabindas y Mandingas)si bien al principio mantuvieron su pureza original, se fueron fundiendo hasta dar por resultado un culto sincrético, que recibió también influencias de los Kardecistas del siglo XVIII, y que devino en lo que se llama Macumba Carioca. Sin embargo de estos cultos entremezclados se fueron separando a nivel de diferentes devociones y prácticas otras formas de culto que disgregaron el tipo de entidades que se manifestaban en los mismos, separándolos así de este grupo principal y quedando organizados en diferentes otros, como la Umbanda, el culto abierto de Exú, la Tronqueira, la Kimbanda, el Tambor de Minas, etc
La mezcla de culturas e influencias le da un sentido a la Kimbanda apuntando a aquello que se encuentra el infinito, más allá de la vida, de la muerte, de las reencarnaciones y de la evolución espiritual, tal el concepto básico de estos pueblos.
En los ritos de Kimbanda, Tronqueira o Xiré, los fieles invocan e incorporan una entidad que recibió el nombre de Exu (refiriéndose a entidad masculina) en base al arquetipo que se toma de la función del Orisá Esù (sincretizado de la diáspora Candomblecista) y que para terminar de ser diferenciado de esta cambia su nombre a Exú (con x) - Por un lado - y Pomba Giras o Pombogiros (e incluso Bongogiros que son entidades de índole femenina) que adquieren su nombre de la deformación fonética y reinterpretación cultural de los términos Mpambu Nzilla (argot utilizado para deidades de índole Nkissi)

## Características
Son entidades que prestan servicios en el plano astral y material de nuestra tierra. Aunque se ha dicho por años que su principal misión es ser mensajero de los Orixás, esto es una falencia de terminologías dado que se confundió por mucho tiempo el hecho de que Exú, al tomar el nombre de un Orixá de forma sincrética, se le atribuyera este deber. Pero no debemos confundir a Orisá Esù del Candomblé (similar o equivalente al Bará del Batuque) en ambos casos considerados "Deidades" con Exú de Kimbanda (Umbanda, etc) que son espíritus. En otras de sus funciones se lo toma como "policías del astral"(Exús y Pomba Giras que trabajan usualmente en el cementerio), atrapando almas perdidas y llevándolas dónde corresponda. Son los protectores de las riquezas materiales y deben cuidar de que quien los atienda nunca pase hambre.
Dentro de la visión de la Kimbanda (muy arraigada en algunos casos al pensamiento Umbandista) Esú es quien regula el karma, poniendo en el camino de los seres humanos las dificultades y tentaciones, pero también le da la posibilidad de que el hombre las rechace o acepte. Exu no es el mal ni el diablo, ni tiene nada que ver con este tipo de cosmogonía. De hecho dentro de las creencias de las que viene su concepción, no existe la terminología "demonio o diablo" utilizada por la creencia judeocristiana.
También dentro de visiones filosóficas se les ha atribuido tener una organización jerárquica que determina quién es el encargado de cada uno de los trabajos a realizar.
Son espíritus alegres que llegan a esta tierra en son de paz en una función estratégica de trabajar para abrir caminos espirituales, derramar buenos augurios, arrasar con hechicerías y maleficios y asegurar el buen desempeño de toda actividad espiritual. Se los suele agradar con bebidas como el Whisky, la Caña, el aguardiente, la ginebra y la cerveza y también se les otorgan diferentes tabacos desde cigarrillos hasta habanos y toscanos.

## Variedades
Los Exus tienen nombres propios (aunque no el verdadero que llevaron en vida) y cumplen funciones bien específicas, como por ejemplo: Exu Tranca Ruas, encargado de abrir o cerrar los caminos, o Maria Padilha, relacionada con temas amorosos (incluyendo temas sexuales) aunque no necesariamente se ven limitados a esas únicas. Solo se considera que tienen mayor afinidad con ciertas tareas.
Los Exus suelen ser bromistas y simpáticos, suelen reírse a carcajadas cuando se incorporan en el cuerpo de su "cavalo" (médium), pero son muy serios y efectivos en sus trabajos. Se los agrupa en pueblos y reinos (desde la perspectiva de la Kimbanda) o en moradas (desde la Tronqueira o Umbanda).
El "cavalo" o médium es en quien la entidad se "incorpora", llegando al mundo para beneficiar a las personas.

## Pomba Gira
Son entidades que representan la parte femenina de Exú; se dice desde hace mucho tiempo y debido a la cultura traída de otras corrientes como la Jurema Sagrada y su culto a los Bohemios que son mujeres que en sus vidas pasaron por muchas pruebas que no las hicieron muy afortunadas y con frecuencia sufrían desengaños amorosos. Sin embargo, eran mujeres de aspecto lujoso, bellas y adineradas, tenían buena fortuna para todo lo demás. Gustos caros y un poco sibaritas: licores, cigarrillos finos, pero en el fondo sin llegar a poder disfrutar nunca del auténtico amor, aunque no todas las Pomba Giras eran adineradas ni lujosas. En realidad y a pesar de que muchos arquetipos de Pombogiras fueron tomados de ciertas deformaciones de los datos reales y de la creencia popular, el astral que las conforma no suele ser tanto como dicen de ser. Hay que entender que tanto Exú como Pombogira son entidades que no necesariamente fueron como se las conoce en historias de las cuales muchos exageraron y mistificaron. Podemos afirmar que más de una vez se ha dicho que alguna Pombogira Rainha das Almas (por ejemplo) fue Cleopatra en una vida y más tarde una princesa Hindú pero son todas invenciones. Más aún, normalmente no todos los espíritus manifiestan tantas vidas a través del tiempo con lo cual podemos afirmar que ni todas las pombogiras "x" fueron tal o cual persona en el pasado. Sin embargo son espíritus de ley que integran este astral tan importante y tienen un gran potencial.
Otro de los mitos que circula desde hace varios años es que generalmente no tuvieron una muerte apacible y tranquila, por eso deben trabajar en la tierra, para la evolución de su alma y cumplir con sus diferentes misiones que no pudieron realizar en vida. Esto en realidad parte de ciertos pensamientos peculiares de la época en donde la mayoría de los cultos cristianizados o aún influenciados culturalmente por años sobre el pensamiento católico sobre el pecado y la adición del pensamiento hinduísta sobre el kharma generaron como una verdad superlativa. En realidad estos espíritus pudieron haber tenido una muerte trágica como una totalmente apacible y aún así jamás lo revelan realmente. Si es cierto que una de sus funciones es la de redirigir las emociones y pasiones de los humanos por un caudal positivo y que lleguen a buen fin. Son astutas y conocen mejor que nadie el género humano, por eso es imposible engañarlas, saben siempre cual es el trasfondo auténtico de nuestras peticiones.

## Los siete caminos
Según la visión teológica de  de algunos autores, Exú posee en el orden místico los siete reinos de la creación, simbólicamente son los siete caminos que el hombre necesitará transitar a lo largo de su vida.
1. El camino de la espiritualidad.
2. El camino del discernimiento.
3. El camino de la fecundidad.
4. El camino de la abundancia.
5. El camino del trabajo.
6. El camino del placer.
7. El camino del amor.

## Objetos de Exu

### Ferramentos (herramientas)
Los ferramentos (herramientas) más comunes que suelen portar los exus son el tridente, que simbolizan la conexión de lo espiritual con lo material mediante el médium al cual ellos llaman “cavalo” (caballo). Los tridentes pueden ser “machos” (son más cuadrados en su base) que son de Exu o “hembras” (son más ovalados en su base). Y en el mismo orden podrán verse piedras (Otá o también Ocutá, etc), punteras, cinetas, facas, etc

### Asentamientos
Conocido como Asentamiento es todo aquel Fundamento donde se ha "posado" de forma ritual el elemento propio de cada entidad y se ha realizado el ritual conocido como Ebó donde se ligaron estos elementos con la energía de Exú. Gracias a esta ligación, los espíritus de esta índole tienen un punto de atracción o fuerza desde el cual responden con mayor fluidez en el campo místico físico-etéreo. En estos asentamientos también suele haber elementos de barro con tierra, pertenencias de tipo vestimenta (como sombreros y capelinas) joyas o decoraciones que se lucirán por el médium al momento de transportar este guía. Además bebidas y cigarros, copas y vasos, bastones y capas.

### Colores
Los colores que los identifican son el rojo y el negro, el rojo representa la vitalidad, la apertura de los caminos, las buenas energías en general, y el negro representa todo lo oculto en potencia, todo en equilibrio.
Se suele emplear un orden en velas y banderas para representar estas entidades. Para Exú es negro arriba y rojo abajo. Para Pomba Gira es rojo arriba y negro abajo. También pueden ir otros colores de acuerdo a la línea donde trabaje el Exu o la Pomba Gira (por ejemplo, povo das almas es blanco y negro, los ciganos portan 7 colores).

## Reinos de Exú
Dentro de las ideas propuestas por la Kimbanda podemos comentar por ejemplo cierto tipo de "orden jerárquico y división de falanges", pero en cada filosofía de culto puede haber diferencias. En la siguient que acabamos de nombrar, se entiende popularmente el siguiente orden:
La Kimbanda está dividida en Siete Reinos, cada Reino consta de nueve pueblos. 
- Reino de la Encrucijada: Gobernado por Exu Rei das 7 Encrucilhadas y Pombagira Rainha das 7 encrucilhadas.
- Reino dos Cruceros: Gobernado por Exu Rei Dos 7 Cruzeiros y Rainha dos 7 Cruzeiros.
- Reino Das Matas: Gobernado por Reyes Exu Rei Das Matas y Pombagira Rainha Das Matas.
- Reino Da Kalunga Pequeña: Gobernado por Exu Rei Da Kalunga y Pombagira Rahina Da Kalunga.
- Reino Das Almas: Gobernado por Exu Rei Das Almas y Pombagira Rainha Das Almas.
- Reino Da Lira: Gobernado por Exu Rei Das 7 Liras y Rainha Das Liras.
- Reino Da Praia: Gobernado por Exu Maré y Pombagira Rainha Da Praia.